# Artfil
Artfil Sighișoara este o companie producătoare de obiecte din porțelan fosfatic din România.
Istoria companiei începe cu înființarea Combinatului de faianță și sticlărie din Sighișoara, în anul 1957.
În 1990, combinatul a fost divizat în trei societăți comerciale: Artfil, Cesiro și Stimet.
Compania a fost cumpărată în anul 1994, de omul de afaceri Mircea Moga, care deține producătorul de porțelan Porcelain Manufactures Moga din Cluj-Napoca.
Cifra de afaceri în 2004: 3,7 milioane euro